# Latouchia typica
Latouchia typica là một loài nhện thuộc chi Macrobunus trong họ Ctenizidae. Latouchia typica được miêu tả năm 1913 bởi Kyukichi Kishida.